# أشلي غريس
أشلي غريس (بالإنجليزية: Ashley Grace)‏ هي فاعلة خير وموسيقية وملحنة ومغنية مؤلفة وعازفة بيانو أمريكية، ولدت في 27 يناير 1987 في ليك تشارلز في الولايات المتحدة، عضو الثنائي الموسيقية ها * الرماد.

## طفولة
وُلدت آشلي غريس في 27 يناير 1987 في ليك تشارلز ، لويزيانا، لأن والدها كان يعمل بشكل موسمي خارج بلدها الأصلي، وقد نشأت نصف السنة في مدينة مكسيكو ونصف في ليك تشارلز.
في سن مبكرة، يميل نحو الفن والموسيقى كونه شغفه الرئيسي. بدأ حياته المهنية كمطرب في سن الخامسة حيث بدأ يغني غوسبيل في جوقة كنيسة بحيرة تشارلز، التي شاركت فيها جدته.
أصبحت فصول الموسيقى والتدريب جزءًا من مهامه اليومية، حيث قام بجولة في لويزيانا في سن 11 عامًا،  والغناء في المعارض ومسابقات رعاة البقر والمشاركة في أنغولا، أكبر سجن في الولايات المتحدة.
يأخذ دورات الصنبور والجاز والباليه والهيب هوب والجمباز والتمثيل والمسرح والتعبير البدني، من بين أنشطة أخرى.

## الحياة الخاصة
هي الثالثة من بين أربعة أطفال من ماتيلدا موسى وأنطونيو بيريز كلاهما أمريكيان،  (ستيفن، حنا، آشلي وسام)، ولديها شقيقان صغيران من والدها (تشارلي وجوسي).
اللغة الإنجليزية هي لغته الأم والتي تتحدث في حياته الخاصة خارج الكاميرات، منذ الطفولة كان والده وجده (من أصل مكسيكي) يدرس التحدث باللغة الإسبانية، ويتقنها في المدرسة الأمريكية حيث درس في المكسيك.

## مهنة موسيقية
في سن الرابعة عشرة، تدعوها وزيرة خارجية لويزيانا هي وشقيقتها الكبرى للمشاركة في سياحة المكان مثل: «مهرجان السكك الحديدية»، و «مهرجان لويزيانا للموسيقى»  ، من بين آخرين.بعد أدائهم في هذه الأحداث، يسجلون عرضًا تجريبيًا بالإسبانية بفضل ظهور ها * الرماد، وثنائي البوب، والروك، والبلد، ألحان أخوات بيريز موسى.

## روابط خارجية
- أشلي غريس على موقع IMDb (الإنجليزية)
- أشلي غريس على موقع ميوزك برينز (الإنجليزية)
- أشلي غريس على موقع ديسكوغز (الإنجليزية)
- أشلي غريس على موقع ديسكوغز (الإنجليزية)